# PlagScan
PlagScan ist eine Online-Plagiatssoftware, die zum einen von akademischen Institutionen (z. B. Gymnasien, Universitäten) und zum anderen von kommerziellen Organisationen (z. B. Verlage, Blogger) benutzt wird. PlagScan dient Lehrern und Hochschulprofessoren zur Überprüfung von eingereichten Texten auf mögliche Plagiate.

## Geschichte und Nutzung
Das Unternehmen PlagScan GmbH wurde 2009 von Markus Goldbach und Johannes Knabe gegründet. PlagScan wird weltweit von mehr als 1000 Organisationen genutzt, wie beispielsweise von der University of Jordan, dem United Nations Development Programme, von Moviepilot und der Freien Universität Berlin. Die Mehrheit der Kunden sitzt in Deutschland und Österreich. Namhafte Kunden sind hier z. B. die Universität Innsbruck, das österreichische Bundesministerium für Bildung, die Universität Konstanz, die Universität Regensburg, die Universität Zürich und die Heinrich-Heine-Universität Düsseldorf. In Österreich werden mittlerweile alle vorwissenschaftlichen Arbeiten der Schüler mit PlagScan geprüft.
PlagScan soll bei der Wahrung der akademischen Integrität und der Beachtung des Urheberrechts helfen. Auf dem kommerziellen Markt wird die Software benutzt, um beispielsweise das SEO-Ranking zu verbessern oder um urheberrechtlich geschützte Inhalte mit PlagScan auf rechtswidrige Nutzung zu überprüfen. Die meisten kommerziellen Nutzer sind im Verlagswesen, der Werbung und im Journalismus tätig.
Für Privatkunden wurde der Dienst zum 31. Dezember 2024 eingestellt, für Organisationen endet der Dienst zum Ablauf der Lizenz, spätestens zum 31. Dezember 2025.

## Funktionen
PlagScan vergleicht eingereichte Texte mit einer Vielzahl von Textdokumenten, die im Internet und anderen Datenbanken verfügbar sind. Insbesondere werden bei Bedarf interne Dokumente von Kunden exklusiv auf Quellenübereinstimmungen durchsucht. Jedes Jahr überprüft PlagScan mehrere Millionen Dokumente auf Plagiate.
PlagScan kann entweder innerhalb eines bereits bestehenden Learning Management System wie z. B. Moodle, oder als Webdienst im Browser genutzt werden. Der Administrator einer Organisation kann außerdem weitere Administratoren oder Gruppen anlegen, um dadurch zwischen einzelnen Abteilungen (z. B. Fakultäten) innerhalb einer Organisation zu differenzieren.
Nach der Plagiatsprüfung erhalten Prüfende einen Bericht, der Übereinstimmungen mit fremden Texten aufweist, die eventuell auf ein Plagiat hindeuten. Darüber hinaus zeigt die Trefferliste alle weiteren Dokumente an, in denen mögliche Übereinstimmungen gefunden wurden.

## Technologie
Der zweistufige Algorithmus, der auf den aktuellen Erkenntnissen der Computerlinguistik basiert, wurde 2008 entwickelt und seitdem regelmäßig aktualisiert und verbessert.
Die Software erkennt Übereinstimmungen sobald mindestens drei aufeinander folgende Wörter in einer anderen Quelle gefunden wurden. Kommen diese nur isoliert in kleinen Abschnitten vor oder sind direkt zitiert, werden sie als nicht relevant bewertet. Benutzer können außerdem eigene Texte zum Abgleich in eine private Datenbank hochladen, um diese dann mit ihren neuen Texten zu vergleichen. Die PlagScan-Datenbank wächst dadurch kontinuierlich weiter.
Die Indexierung basiert auf Apache Solr bzw. bei Webdokumenten wird der Index von Microsoft Bing Search verwendet.

## Rezeption
Laut SZ bietet PlagScan Unis eine Software im Kampf gegen Betrug. Laut einem Vergleich von Spiegel.de können Nutzer unterschiedliche Sensitivitäten einstellen. Laut Handelsblatt sollte mit der PlagScan Software nachgewiesen werden, dass der spanische Ministerpräsident Sánchez seine Doktorarbeit nicht abgeschrieben hat. Dabei seien aber seitens des Anwenders falsche Filter verwendet worden. PlagScan hat jedoch Probleme, Textstellen, die in andere Sprachen übersetzt wurden, zu erkennen. Dafür hat die Software den Vorteil, dass eingespeiste Daten auf den universitätseigenen Servern verwaltet werden können und somit die volle Datenhoheit und Kontrolle erhalten bleibt. Die Wirtschaftswoche merkte an, dass PlagScan durch die Guttenberg-Affäre einen ordentlichen Aufschwung erhalten habe. Als ein Kritikpunkt wird angegeben, dass PlagScan nicht mit der Google Büchersuche verbunden ist.
PlagScan wird zu den am Markt etablierten Produkten gezählt.